# Rætier
Rætierne er et folkeslag som i antikken beboede et område i Alperne, som i dag er delt mellem Schweitz, Østrig, Tyskland og Italien. Den romerske provins Raetia blev opkaldt efter dem.

## Historie
Rætiernes tidlige historie fra før den romerske erobring er næsten ukendt, Livius beretter at rætierne havde samme oprindelse som etruskerne (Ab Urbe Condita v. 33). Junianus Justinus og Plinius den Ældre (Naturalis Historia, iii. 24, 133) beretter endvidere at de oprindeligt beboede den frugtbare Po slette, men blev fordrevet af invaderende gallere. Da romerne kom i kontakt med området var det dog domineret af keltiske stammer. Nogle få stammer talte dog rætisk, et sprog som kun er kendt fra inskriptioner nedskrevet med etruskiske bogstaver. Sproget uddøde i 3. århundrede e.Kr., men det har endnu ikke været muligt at tyde eller bestemme dets ophav.
Rætierne optræder første gang i kilderne hos Polybios, men kun meget kort, og de optræder kun meget sjældent i den romerske historie. Raetierne beholdt med stor sandsynlighed en meget høj grad af uafhængighed fra Romerriget, indtil deres område blev erobret af Tiberius og Drusus i år 15 e.Kr.
I løbet af den periode hvor romerne kontrollerede området forsvandt de keltiske og rætiske sprog, som tidligere havde domineret, og indbyggerne begyndte i stedet at tale latin. I området tales stadig ræto-romansk, som er en sproggruppe som stammer fra latin.